# 이천우 선생 묘 및 신도비
이천우 선생 묘 및 신도비는 경기도 고양시 일산동구 성석동에 있는 무덤이다. 1986년 6월 16일 고양시의 향토문화재 제7호로 지정되었다.

## 개요
묘는 중산마을 봉일천 방향으로 이어진 86번 지방도로(고봉로)의 좌측 성석동 상감천 황룡산 기슭에 위치하고 있다. 묘소에는 상석, 향로석, 장명등, 묘비 및 문인석 1쌍이 배치되어 있다. 방형묘로 정경부인(貞敬夫人) 여흥 민씨와 합장되었고 봉분은 20평 정도이며 길이 30m의 곡장(曲墻)을 조성했다. 묘 앞에는 상석, 향로석, 장명등과 1979년에 세운 묘비, 그리고 좌우에는 문인석을 배치했고 4단의 계단석을 놓았다. 
이천우(? ~1417)는 조선 초기의 문신으로 본관은 전주이며 태조 이성계의 형인 이원계(李元桂)의 아들이다. 고려말 공민왕 18년(1369) 동녕부(東寧府)의 수령으로 있다가 이성계의 휘하에 들어가 몇 차례 왜구를 물리쳤으며 1392년 이성계를 도와 조선 개국에 공을 세웠다.

## 같이 보기
- 이천우

## 참고 문헌
- 이천우선생묘 및 신도비 - 고양시의 문화관광 - 향토유적